# Cinnamomum tamala

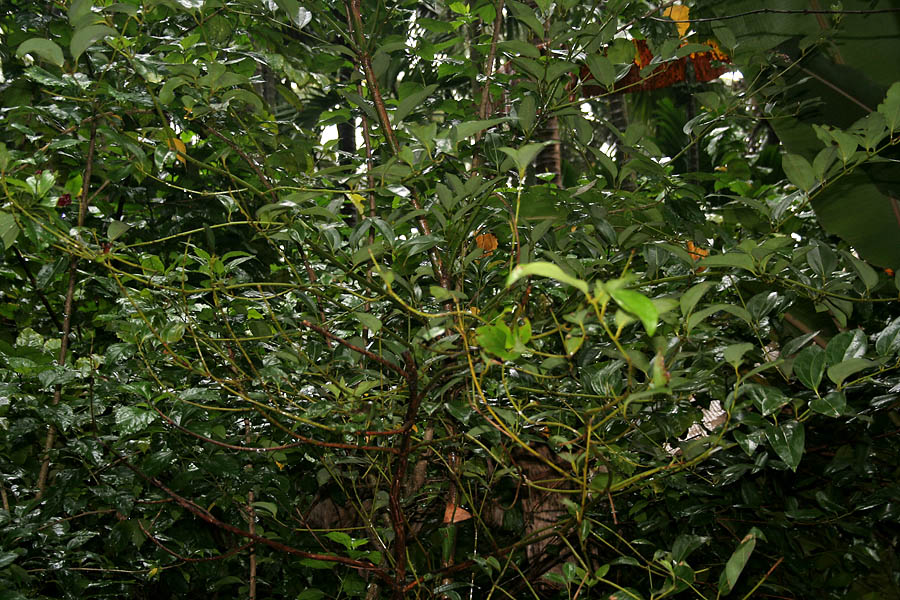
Exemplar adulto de C. tamala em Goa, Índia.

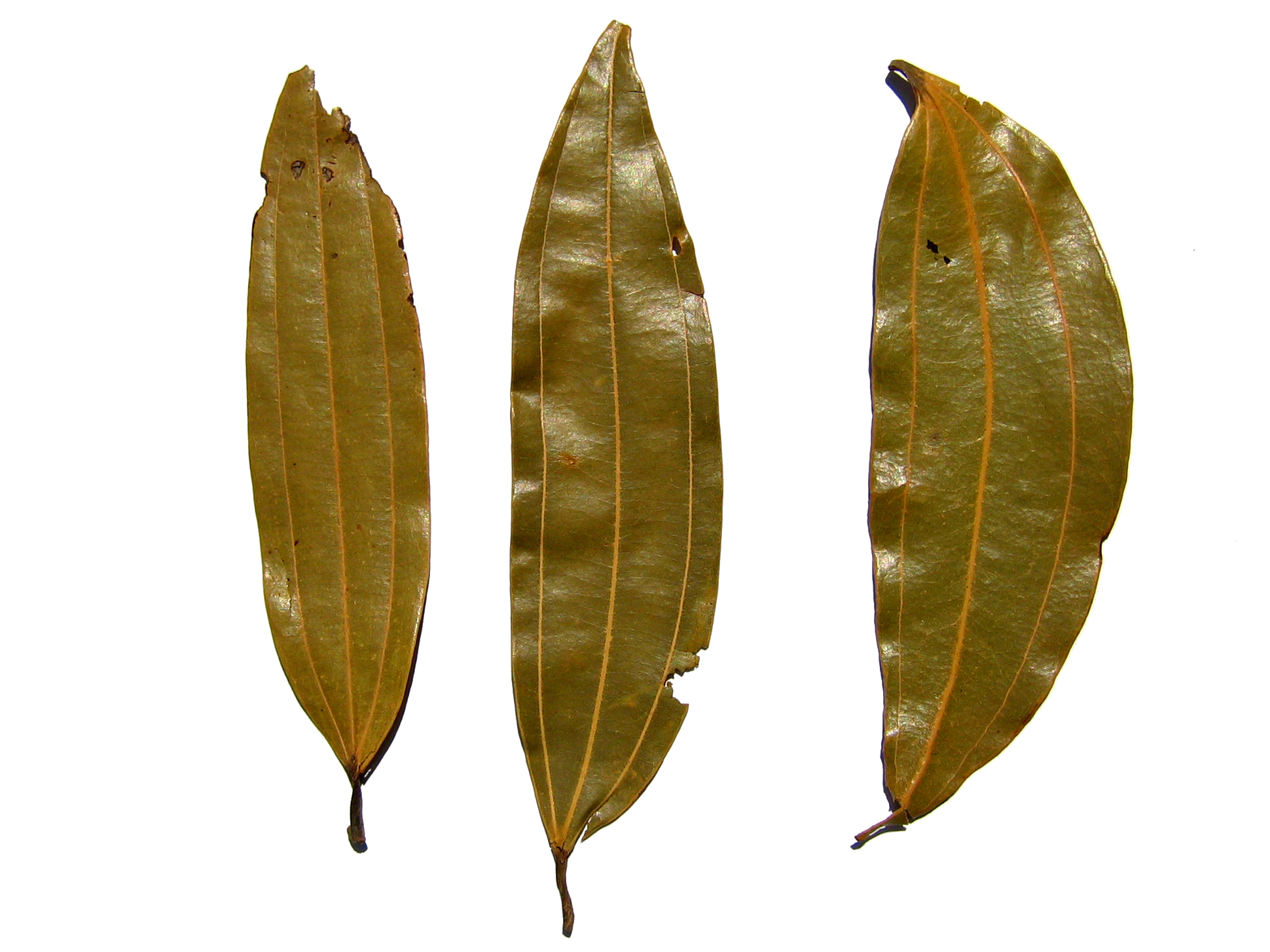
Folhas secas de C. tamala.

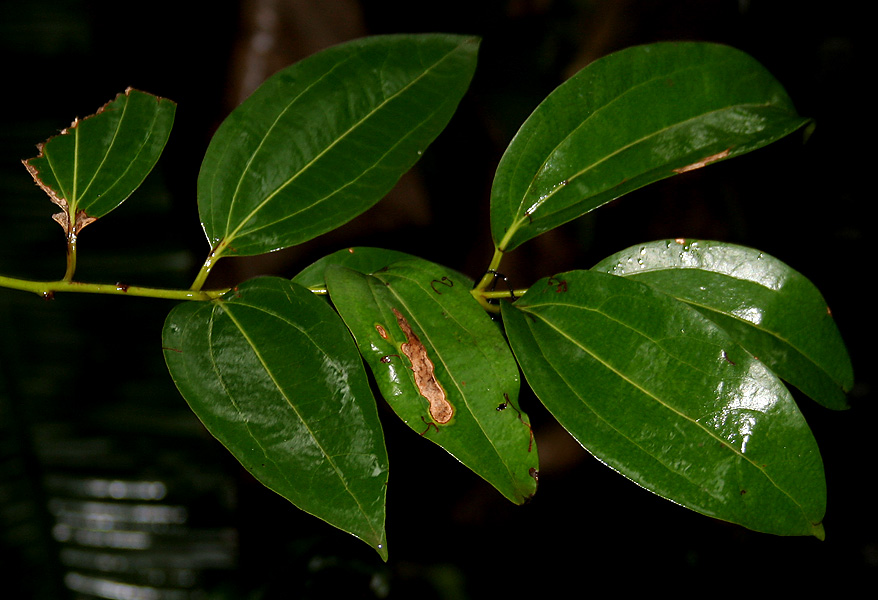
Folhas de malobathrum (Goa, Índia).

Cinnamomum tamala é uma espécie de plantas com flor, fortemente aromáticas, da família Lauraceae. As suas folhas e alguns preparados delas derivados são utilizados como especiaria e como parte das farmacopeias tradicionais de uma vasta região que se estende desde a bacia do Mediterrâneo até à Índia e ao Sueste Asiático. Sob o nome de mālobathrum (grego clássico: μαλόβαθρον) é mencionado como parte de unguentos e perfumes em textos da antiguidade greco-latina.

## História
As folhas de C. tamala, simplesmente secas ou como parte de diferentes tipos de preparados, foram recebendo nomes diferentes ao longo dos tempos.
Nos texto clássicos e medievais europeus, o produto é principalmente referido pelo termo greco-latino malabathrum ou malobathrum, mas é por vezes referido por louro-da-índia ou folha-malabar. Na Antiga Grécia e em Roma, as folhas eram utilizadas para preparar um óleo perfumado, denominado oleum malabathri, produto que atingia um elevado valor. As folhas são mencionadas no texto grego do século I intitulado Périplo do Mar Eritreu como um dos mais importantes produtos de exportação da costa de Malabar, região que corresponde à actual costa de Querala. O nome  malabathrum é também utilizado em textos medievais para descrever as folhas secas de várias árvores do género Cinnamomum, as quais se acreditava possuírem propriedades medicinais.
O produto era conhecido na língua malaiala por വയണ e em hindi por tej patta (तेजपत्ता). As folhas, denominadas tejpat em idioma nepali, tējapattā ou tejpatta (तेजपत्ता) em hindi, tejpat em assamês e tamalpatra em marata e em sânscrito original, foram e continuam a ser muito utilizadas na gastronomia da Índia, Nepal e Butão, particularmente na gastronomia de tradição mogol do norte da Índia e Nepal na tisana conhecida por Tsheringma, do Butão. As folhas são denominadas biryani aaku ou bagharakku em telugo.
As folhas de C, tamala são frequentemente denominadas de forma errónea como folhas de loureiro da Índia, ou simplesmente folha-de-louro quando secas, apesar da folha de loureiro provir da espécie Laurus nobilis, uma árvore originária da região do Mediterrâneo, de um género bem diferente, sendo a aparência e aroma das duas plantas são muito diferentes. Esta questão de nomenclatura pode estar na origem de alguma confusão na preparação de receitas de origem indiana ou paquistanesa.
De qualquer forma, as folhas do loureiro são mais curtas e apresentam uma coloração verde-claro a médio, com uma nervura engrossada bem patente ao longo da folha,photo enquanto que as folhas do tejpat são quase do dobro do comprimento e mais largas que as folhas do loureiro. As folhas de C. tamala em geral apresentam uma tonalidade verde oliva, podendo ter algumas manchas acastanhadas, e têm três nervuras ao longo da folha.photo
As folhas de tejpat verdadeiras conferem um aroma forte a cássia ou canela aos pratos, enquanto que o aroma das folhas de loureiro possui notas de fragrâncias de pinho e limão.
Os atributos do aroma típico de C. tamala são devidos à presença de um conjunto diversificado de compostos fragrantes, com destaque para o eugenol, o β-cariofileno, o linalool e o óxido de cariofileno.
A casca dos ramos juvenis é também por vezes utilizada em gastronomia, ainda que seja considerada de qualidade inferior à da canela verdadeira ou da cássia .

## Etimologia
O termo Malabar foi tradicionalmente utilizado para designar a região da costa sudoeste da Índia que forma a região norte do estado de  Querala. A palavra "mala" ou "malaya" significa "montanha" nos idiomas tâmil e malaiala, como também em sânscrito. Crê-se que a palavra "malabathrum" provenha do vocábulo em sânscrito "tamālapattram" (तमालपत्त्रम्), literalmente "árvore das folhas escuras."